# Russische bezetting van de Krim
De Russische bezetting van de Krim is aan de gang sinds 2014. Het wordt gekenmerkt door een militaire bezetting en een de facto regering voor de Krim. Na een illegaal annexatiereferendum op de Krim, gehouden door de Russische bezettingskrachten, werd de republiek van de Krim (Russisch: Республика Крым) gecreëerd. Het grondgebied komt overeen met dat van de Oekraïense entiteit van de autonome republiek van de Krim. Het omvat het schiereiland de Krim, met uitzondering van Sebastopol. De stad Sebastopol, de jure Oekraïens, wordt na hetzelfde illegaal referendum door Rusland uitgeroepen tot federale stad van Rusland (dezelfde status als Moskou en Sint-Petersburg) en valt dus niet onder de republiek.
Noch Oekraïne, noch de internationale gemeenschap erkent de status van deze twee entiteiten.
Op 11 maart 2014 verklaarde het parlement van de Krim, dat onderdeel uitmaakte van Oekraïne, zich eenzijdig onafhankelijk. Dezelfde wens bleek uit een referendum onder de bevolking, waarvan de uitslag echter omstreden was. Op 18 maart 2014 werd de Krim door Rusland geannexeerd.
Sinds 2014 is Sergej Aksjonov het hoofd van de Republiek van de Krim.

## Verzet tegen bezetting
Tijdens de vroege stadia van de bezetting werden steden als Simferopol, Jalta en Sebastopol het toneel van pro-Oekraïense protesten van verschillende omvang, met als meest opvallende een massaal protest op 26 februari 2014, waarbij spanningen ontstonden tussen ongeveer 10.000 pro-Oekraïense demonstranten en een menigte van ongeveer 5.000 pro-Russische demonstranten voor het regionale bestuursgebouw in Simferopol.
Tijdens de grootschalige invasie van Oekraïne door Rusland vanaf februari 2022 begonnen militante pro-Oekraïense partizanenbewegingen zich te organiseren in door Rusland bezet Oost- en Zuid-Oekraïne. Sindsdien zijn Krim-partizanencellen betrokken geweest bij sabotage, brandstichting, moorden, vandalisme en psychologische oorlogsvoering op het gehele schiereiland, waarbij het verre noorden, de zuidkust en het grootstedelijk gebied Simferopol-Bachtsjysaraj "hotspots" van hun activiteit zijn.

## Etnische veranderingen op de Krim
De Russische regering wordt beschuldigd van etnische veranderingen op de Krim. Tussen 2014 en 2019 zouden 40.000 Krim-Tataren uit de Krim zijn verdreven. Volgens de Rosstat-statistieken die in 2019 zijn gepubliceerd, daalt de bevolking deels door emigratie, maar een aanzienlijk aantal Russische immigranten compenseert deze vertrekken. Hoewel er geen etnische gegevens worden gepubliceerd, kan men veronderstellen dat de vertrekken voornamelijk Oekraïens en Tataars zijn, en de aankomsten Russisch. In 2018 wordt geschat dat 247.000 Russen, voornamelijk afkomstig uit Siberië, zich op de Krim hebben gevestigd, en dat 140.000 mensen, voornamelijk Tataren of Oekraïners, het schiereiland hebben verlaten sinds de annexatie. Deze informatie is echter moeilijk te verkrijgen en moet met voorzichtigheid worden behandeld, aangezien volgens de Geneefse Conventies van 1949, bevolkingsverplaatsingen nog steeds als een oorlogsmisdaad worden beschouwd.